# Каранксы
Кара́нксы, или кара́нги (лат. Caranx), — род морских лучепёрых рыб из семейства ставридовых. В состав рода включают 18 видов.

## Описание
Длина тела от 55 до 170 см. Тело высокое, сильно сжатое с боков. Рыбы обитают в тропических и субтропических водах Тихого, Индийского и Атлантического океанов. Все виды — хищники, питаются различными рыбами, ракообразными и головоногими моллюсками. В свою очередь являются добычей крупных пелагических рыб и акул. Эти рыбы используются в промышленном и спортивном рыболовстве. Некоторые крупные особи каранксов, такие как островной каранкс, желтопёрый каранкс, синепёрый каранкс могут быть токсичны.

## Классификация
- Caranx bucculentus Alleyne & W. J. Macleay, 1877
- Caranx caballus Günther, 1868
- Caranx caninus
- Caranx crysos (Mitchill, 1815) — Золотистый каранкс, или голубой каранкс
- Caranx fischeri
- Caranx heberi
- Caranx hippos (Linnaeus, 1766) — Большой каранкс
- Caranx ignobilis — Желтопёрый каранкс
- Caranx latus — Большеглазый каранкс, или широкий каранкс
- Caranx lugubris — Островной каранкс
- Caranx melampygus Cuvier, 1833 — Синепёрый каранкс, или крапчатый каранкс, или звездчатый каранкс
- Caranx papuensis Alleyne & W. J. Macleay, 1877 — Бронзовый каранкс
- Caranx rhonchus — Африканский каранкс, или высокотелая десятипёрка, или десятипёрая ставрида
- Caranx ruber (Bloch, 1793) — Красный каранкс
- Caranx senegallus — Сенегальский каранкс
- Caranx sexfasciatus Quoy & Gaimard, 1825 — Шестиполосый каранкс
- Caranx tille — Каранкс-тилле
- Caranx vinctus